# Adobe Integrated Runtime
Adobe Integrated Runtime (AIR), tidigare kallat Apollo, är en program(merings)miljö skapat av det amerikanska företaget Adobe. Det används för att skapa plattformsoberoende förutsättningar att utveckla innehållet på webbsidor. AIR baseras (delvis) på Adobe Flash och JavaScript.